# Ediz Bahtiyaroğlu
Ediz Bahtiyaroğlu (in bosniaco Edis Bahtijarević; Novi Pazar, 2 gennaio 1986 – Eskişehir, 5 settembre 2012) è stato un calciatore bosniaco naturalizzato turco, di ruolo difensore.
È scomparso nel 2012 all'età di 26 anni, mentre militava nell'Eskişehirspor a seguito di un attacco cardiaco.

## Carriera
Ha disputato 9 incontri con la maglia della Nazionale turca Under-21.